# Coelioxys totonaca
Coelioxys totonaca är en biart som beskrevs av Cresson 1878. Coelioxys totonaca ingår i släktet kägelbin, och familjen buksamlarbin. Inga underarter finns listade i Catalogue of Life.